# بحيرة الممر الأحمر
بحيرة الممر الأحمر قاع هذه البحيرة جاف حيث تقع هي في صحراء موهافي في مقاطعة سان بيرناردينو، كاليفورنيا، 66 كم (41 ميل) شمال شرق تيكوبا. البحيرة تبلغ من الطول حوالي 3 كم (1.9 ميل) و2.5 كيلومتر (1.6 ميل) في أوسع نقطة.

## وصلات خارجية
- Satellite Photo (Google Maps)